# 코미지랸어
코미-지랸어(Komi-Zyryan, коми-зырян)는 코미페르먀크어와 함께 코미어의 양대 방언 중 하나로, 코미 공화국과 주변 지역에서 사용된다. 단순히 "코미어"라 하면 코미-지랸어만을 가리키기도 한다.
코미-지랸어에는 서로 다른 10개의 방언이 있다(ex; 프리식팁카르스키, 니즈네비체고츠키, 스레드네비체고츠키, 루스코레츠키, 베르흐네시솔스키, 베르흐네비케고츠키, 페초르스키, 이젬스키, 빔스키, 우도르스키). 프리식팁카르스키 방언은 식팁카르에서 흔하게 사용된다.

## 알파벳
키릴 문자: А/а, Б/б, В/в, Г/г, Д/д, Е/е, Ё/ё, Ж/ж, З/з, И/и, І/і, Й/й, К/к, Л/л, М/м, Н/н, О/о, Ӧ/ӧ, П/п, Р/р, С/с, Т/т, У/у, Ф/ф, Х/х, Ц/ц, Ч/ч, Ш/ш, Щ/щ, Ъ/ъ, Ы/ы, Ь/ь, Э/э, Ю/ю, Я/я